# Armáda Republiky srbská Krajina

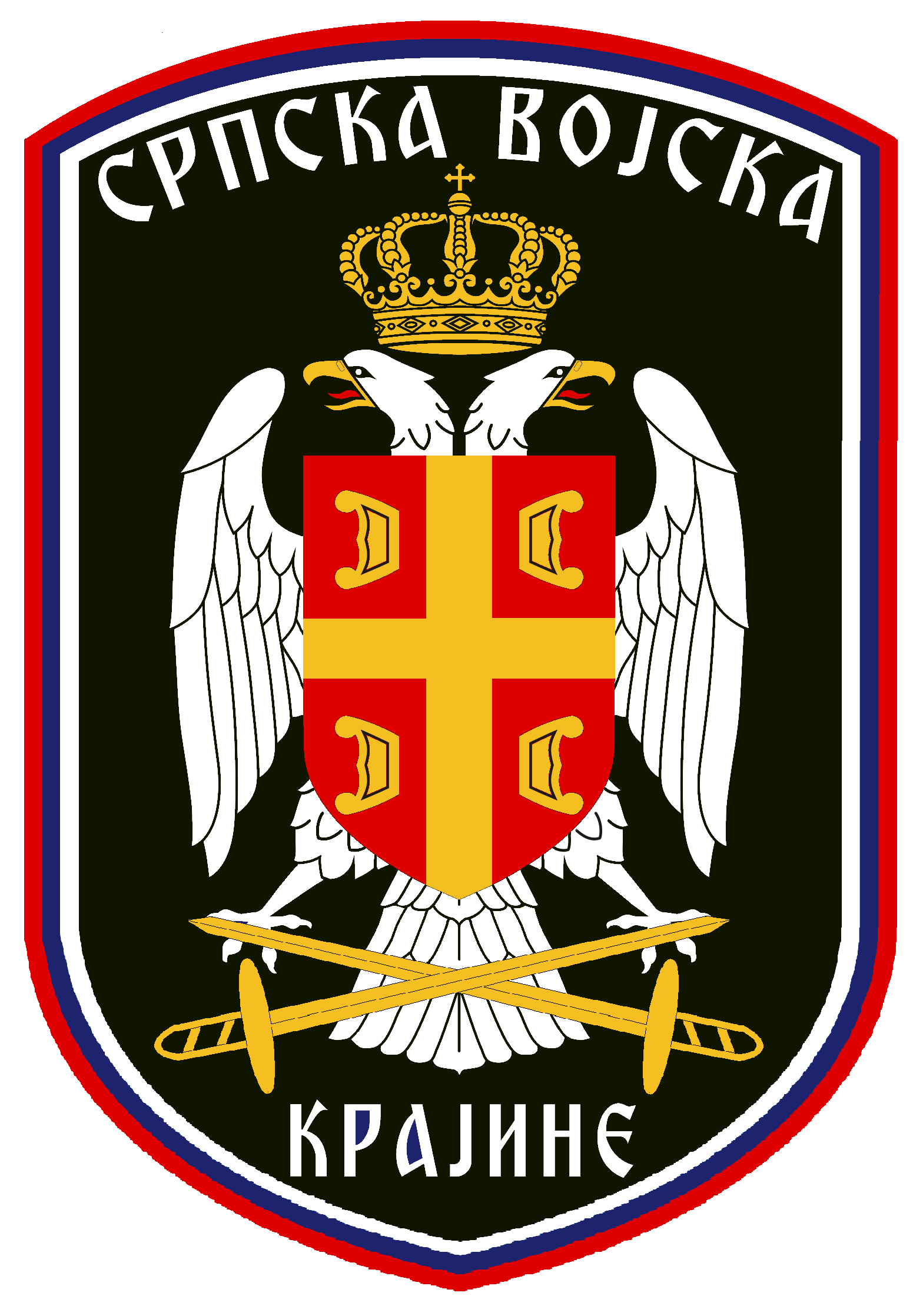
Rukávový odznak srbské armády Krajina (1993–1995)

Bojová vlajka Republiky Srbská Krajina.

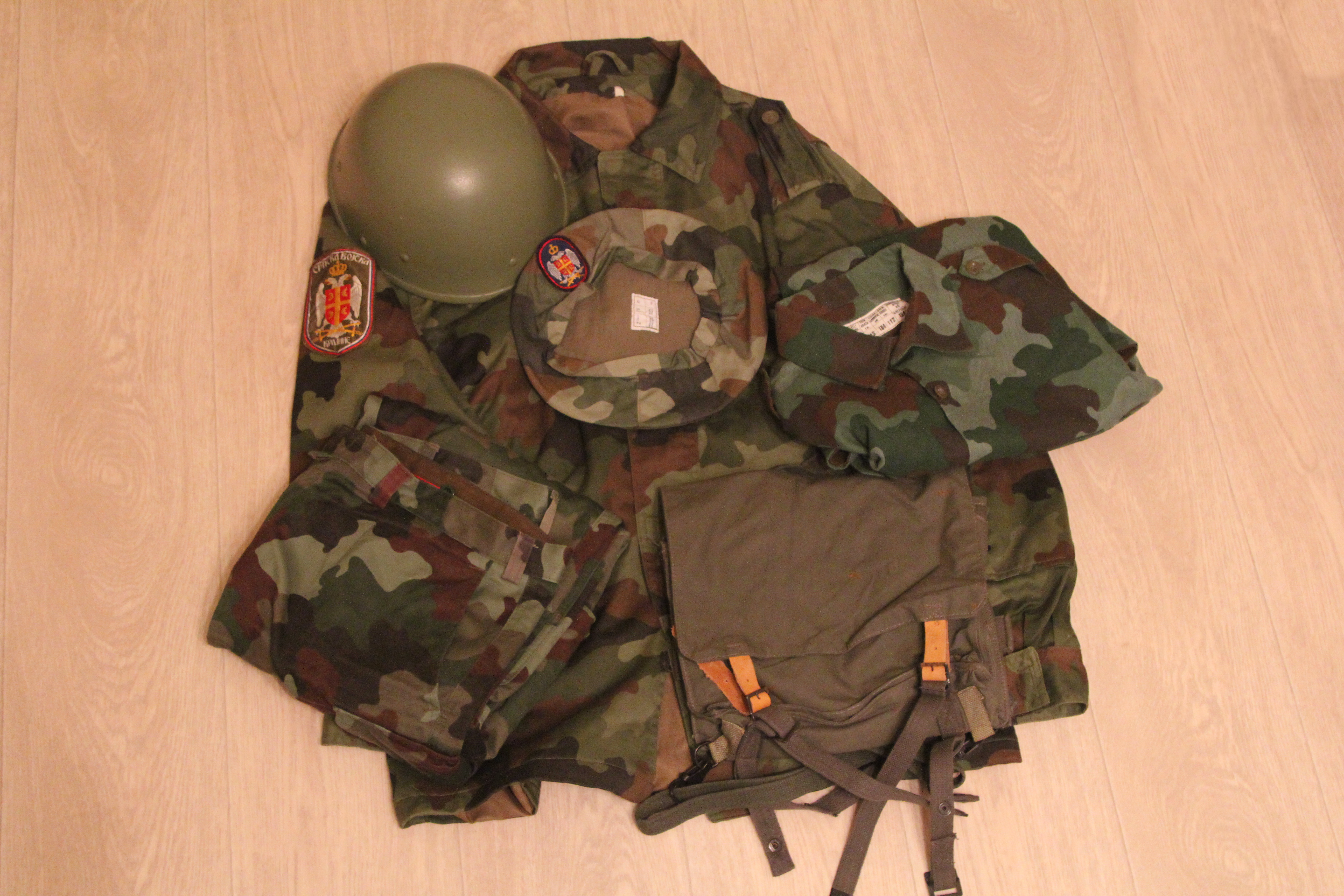
Uniforma SVK

Armáda Republiky srbská Krajina (srbochorvatsky Srpska vojska Krajine, Српска војска Крајине, zkr. SVK), také známá jako Krajinská srbská armáda, byly ozbrojené síly Republiky srbská Krajina (RSK). Skládaly z pozemních a leteckých sil.
SVK, která vznikla sloučením Teritoriální obrany Republiky srbská Krajina (TORSK), jednotek Jugoslávské lidové armády (JNA) a Krajinské milice, byla oficiálně založena 19. března 1992. Armáda byla odpovědná za bezpečnost RSK. Jeho oblast odpovědnosti pokrývala na svém vrcholu plochu asi 17 028 km², protože se nacházela zcela ve vnitrozemí, takže neměla žádné námořní síly. SVK spolu se státem RSK zanikly v roce 1995 po chorvatské vojenské ofenzivní operaci Bouře.

## Historie
Po květnu 1990 vznikla „Teritoriální obrana srbské autonomní oblasti Krajina“ (Teritorijalna odbrana SAO Krajine) z 12 000 jednotek jugoslávské teritoriální obrany, doplněná srbskými polovojenskými jednotkami a (i nesrbskými, např. řeckými a ruskými) dobrovolníky.
Z této územní obrany vznikla 16. října 1992 SVK pod názvem „Srbská armáda Republiky Srbská Krajina“ (Srpska vojska Republike Srpske Krajine), zkráceně SVRSK. Podle Milana Babiće se na založení této organizace měla podílet i jugoslávská tajná služba (UDBA).
Úkolem SVK bylo dobýt, ovládat a bránit Republiku srbská Krajina, která vznikla na linii Virovitica-Karlovac-Karlobag a která si nárokovala status autonomního státu ve státě Chorvatsko.
V Bosně a Hercegovině se SVK spolu se armádou Republiky srbské zapojila do vojenské operace Koridor 92 v Posáví a pokusu dobýt Bihać.
SVK se zhroutila po vojenské porážce, během probíhající chorvatské vojenské operace Bouře, v létě 1995. Stoupenci a bojovníci, u kterých nebylo možné prokázat žádné zločiny, byli oficiálně chorvatským státem amnestováni.
Podle Amnesty International je mnoha bývalým příslušníkům SVK bráněno v návratu do vlasti ze strachu z pronásledování chorvatským justičním systémem a skrývají se ve třetích zemích jako je Srbsko, Černá Hora nebo Bosna a Hercegovina. Ze 4 350 lidí vyšetřovaných za válečné zločiny v Chorvatsku do konce roku 2002 bylo pouze 35 Chorvatů.

## Organizace

### Vrchní velitel
- Milan Babić (1991-1992)
- Goran Hadžić (1992-1994)
- Milan Martić (1994-1995)

### Velitelé armády
- Mile Novaković (1992-1994)
- Milan Čeleketić (1994-1995)
- Mile Mrkšić (1995)